# Jacques-Alain Miller
Jacques-Alain Miller (Châteauroux, 14 de fevereiro de 1944) é um psicanalista e escritor francês.
É um dos fundadores da École de la Cause Freudienne ("Escola da Causa Freudiana") e da Associação Mundial de Psicanálise (AMP), que presidiu de 1992 a 2002.
Casou-se em 1966 com Judith Lacan, filha de Jacques Lacan. Foi o responsável pela edição dos Seminários, que começou a editar em 1971, e de outras obras de seu sogro.
Atualmente, além do exercício da clínica, profere seminários e estabelece estreito contato com as escolas de formação psicanalítica espalhadas por vários países. Também edita o jornal Ornicar? e dirige o Departamento de Psicanálise da Universidade de Paris VIII